# Kazan (Tennō)
Kaiser Kazan (japanisch 花山天皇, Kazan-tennō; Eigenname Morosada; * 29. November 968; † 17. März 1008) war der 65. Tennō von Japan (27. August 984–23. Juni 986). Er war ein Sohn Kaiser Reizeis und folgte seinem Onkel En’yū auf den Thron. 
Die eigentliche politische Macht lag beim Regenten (Kampaku) aus der Fujiwara-Familie Fujiwara no Yoritada (924–989).
Nach zwei Jahren im Amt betrübte ihn der Tod seiner Lieblingsfrau Tsuneko so sehr, dass er zurücktrat und sich in Kyōto ins Kazan-in (華山院) zurückzog, wo er im Alter von 40 Jahren starb.